# روسیمار پالهارس
روسیمار پالهارس (انگلیسی: Rousimar Palhares؛ زادهٔ ۲۰ فوریهٔ ۱۹۸۰) ورزشکار هنرهای رزمی ترکیبی اهل برزیل است. وی از سال ۲۰۰۶ میلادی تاکنون مشغول فعالیت بوده‌است.
از باشگاه‌هایی که در آن بازی کرده‌است می‌توان به برزیلین تاپ تیم اشاره کرد.